# Hypanthidium dressleri
Hypanthidium dressleri är en biart som beskrevs av Urban 1997. Hypanthidium dressleri ingår i släktet Hypanthidium och familjen buksamlarbin. Inga underarter finns listade i Catalogue of Life.